# Селычка (посёлок)
Селычка — поселок в Якшур-Бодьинском районе Удмуртской республики.

## География
Находится в центральной части Удмуртии на расстоянии приблизительно 11 км на юг по прямой от районного центра села Якшур-Бодья у автомобильной дороги Ижевск-Глазов.

## История
Известен с 1939 года как барак Селычка, с 1955 поселок. До 2021 года являлся административным центром Селычинского сельского поселения.

## Здравоохранение
В поселке работает детский санаторий «Селычка».

## Население
Постоянное население составляло: 783 человека в 2002 году (русские 44 %, удмурты 52 %), 782 в 2012.